# Орден Кутузова
Орден Кутузова — советская награда, учреждённая во время Великой Отечественной войны, названная в честь Михаила Кутузова. Орден сохранён в наградной системе Российской Федерации.

## История
Учреждён одним с Орденом Суворова и Орденом Александра Невского Указом Президиума ВС СССР от 29.07.1942 № 600, и первоначально он состоял лишь из I и II степеней. Орден Кутузова — второй после ордена Суворова по порядку учреждения (т.е. по порядку упоминания в тексте Указа Президиума ВС СССР от 29.07.1942 № 600) и старшинства «полководческий» орден. И это — единственный такой советский орден, разные степени которого учреждались в разное время. Указом Президиума ВС СССР от 8.02.1943 об учреждении военного ордена — ордена Кутузова III степени и о дополнении статута ордена Суворова была учреждена III степень ордена Кутузова, что привело его в соответствие с орденом Суворова по должностям награждаемых. В отличие от ордена Суворова, орден Кутузова имел более «оборонительный» и «штабной» характер, что отражалось в его Статуте. Особенно знаменательно, что Указ Президиума ВС СССР № 600, которым он учреждался, вышел 29 июля 1942 года, т.е. на следующий день после подписания знаменитого приказа Сталина № 227 от 28 июля 1942 года, известного в войсках как приказ «Ни шагу назад!».
Решение об учреждении полководческих орденов Суворова, Кутузова и Александра Невского было принято в начале июня 1942 года. Разработкой эскизов новых орденов занимался Технический комитет Главного Интендантского управления Красной Армии. В конкурсе на создание проекта орденов принимали участие художник-архитектор Главного Интендантского управления Телятников И. С., художники Дмитриев С. И., Москалёв Н. И., Кузнецов А. И., Каретников Н. А., архитекторы Руднев Л. В., Жолтовский И. В., Скокан П. И., художник МХАТа Гремиславский И. Я. В итоге 13 июля 1943 года приёмной комиссией был утверждён проект художника Москалёва Н. И., будущего создателя проектов орденов Богдана Хмельницкого и Славы, а также медалей за освобождение городов.
Первыми кавалерами ордена Кутузова I степени Указом Президиума Верховного Совета СССР от 28 января 1943 года стали 17 военачальников. Ордена получили командующий Закавказским фронтом генерал армии Тюленев И. В. (за освобождение Северного Кавказа) и командующий Калининским фронтом генерал-полковник Пуркаев М. А. (за освобождение Великих Лук); заместитель командующего Южным фронтом генерал-лейтенант Захаров Г. Ф. и начальник штаба Донского фронта генерал-лейтенант Малинин М. С.; командующие армиями генерал-лейтенанты Галанин И. В., Галицкий К. Н. (генерал-майор), Громадин М. С., Духанов М. П. (генерал-майор), Жадов А. С., Журавлёв Д. А. (генерал-лейтенант артиллерии), Коротеев К. А. (генерал-майор), Романенко П. Л., Романовский В. З., Труфанов Н. И. (генерал-майор), Федюнинский И. И., Харитонов Ф. М., Хоменко В. А. (генерал-майор). Почти все удостоились наград за проведение операций в районе Сталинграда. Знак № 1 ордена Кутузова I степени получил командующий 24-й армией Донского фронта генерал-лейтенант Галанин И. В. за бои под Сталинградом. Позднее Галанин стал кавалером двух орденов Кутузова I степени.
Некоторые советские военачальники были удостоены награждения орденом Кутузова I степени дважды и даже трижды. Тремя орденами Кутузова I степени были награждены пять человек: Маршал Советского Союза Соколовский В. Д. (он же был кавалером трёх орденов Суворова I степени), генерал-полковник Коротеев К. А., генерал-полковник Штыков Т. Ф., генерал-полковник авиации Никитин А. В., генерал-лейтенант Владимирский А. В.
(он же был кавалером ордена Кутузова II степени). Двумя орденами Кутузова I степени награждены Маршалы Советского Союза Гречко А. А., Захаров М. В., Конев И. С., Москаленко К. С., генералы армии Лелюшенко Д. Д., Малинин М. С., Попов М. М., Колпакчи В. Я., Федюнинский И. И., генерал-полковники Галанин И. В., Громадин М. С., Желтов А. С. и другие.
Орденом Кутузова I степени были награждены офицеры не имевшие генеральских званий, среди них подполковники Ванякин А. В. и Тябут Д. В., а также полковники Вайсбанд Д. С., Волков В. И., Меткалёв А. Г., Миронов Е. А., Повалий М. И., Прохоров А. А., Прутков С. Д., Смирнов Н. А.
Самым молодым кавалером ордена Кутузова I степени в 33 года стал генерал-майор Радзиевский А. И. Единственным адмиралом, удостоенным ордена Кутузова I степени, стал Горшков С. Г.
Указом Президиума Верховного Совета СССР от 28 января 1943 года четверо генералов были первыми награждены орденами Кутузова II степени: генерал-лейтенант Герасименко В. Ф., генерал-майоры Козлов П. М., Мельник К. С. и Селиванов А. Г.
Знак ордена Кутузова II степени № 1 вручили командиру 13-й гвардейской дивизии генерал-майору Родимцеву А. И., другим командиром этой дивизии, также награждённым этим орденом, стал полковник Самчук И. А.
Довольно редко имели случаи повторного награждения орденом Кутузова II степени, тремя такими орденами были награждены генерал-лейтенант Рогачевский С. М. и генерал-майор Корочкин А. А., среди награждённых двумя орденами: генерал-лейтенанты Акимов А. И., Кузнецов В. С., Олешев Н. Н., Туркель И. Л. и Пигаревич Б. А., генерал-майоры Галунов Д. П., Калинин Н. В., Китаев В. А., Корчиков Г. Н., Кузнецов С. Н., Лозанович Л. Н., Ревуненков Г. В., Сафарян Н. Г., Сафонов Б. М., Сенчилло С. Я., Смирнов М. Н., Усачёв З. Н., Фёдоров И. Л., Шатилов В. М., Шмаков В. А. полковники Беркаль Ю. М., Бузылёв С. Ф., Груздев Д. В., Иванов И. И., Климахин С. Е., Кусакин Н. Ф., Салычев С. В., Федоренко Ф. М., Якушин М. Н. и другие.
Самым молодым кавалером ордена Кутузова II степени стал подполковник Крутских Д. А.
Первым кавалером ордена Кутузова III степени стал майор Губин Н. П., награждённый Указом ПВС СССР от 7 августа 1943 года.
Орден Кутузова III степени № 1 получил, согласно Указу ПВС СССР от 21 сентября 1943 года, полковник Парфёнов М. Т., начальник штаба артиллерии одной из армий, действовавших на Курском направлении. Вторым орденом Кутузова III степени был награждён майор Опалёв И. В. Орденом Кутузова III степени согласно приказу № 132/H от 24 сентября 1944 года награждён гвардии полковник Чаша И. Я.
Зачастую орденом Кутузова III степени награждали командиров батальонов. Хотя для них предполагались ордена Алекса́ндра Не́вского и Богдана Хмельницкого III степени. Так в наградном листе от 29.09.1943 среди 10 офицеров, награжденных орденом Кутузова III, 6 командиры батальонов (включая 1-го командира арт. дивизиона), среди которых будущий генерал армии И. М. Третьяк. И только 3 командиров полков и 1 начальник штаба полка.
Хотя по своему статуту орденом Кутузова могли награждаться лишь командиры различных воинских подразделений за достижение крупных успехов при проведении боевой операции, известно множество случаев награждения этим орденом за определённый вклад в повышение обороноспособности Красной Армии. Ордена Кутузова I степени удостоились некоторые работники Наркомата путей сообщения, Наркоматов авиационной, танковой и миномётной промышленности, руководящие работники ряда облисполкомов. Среди награждённых высшей степенью ордена — директор Кузнецкого металлургического комбината Белан Р. В., главный конструктор танкового завода Ермолаев А. С., начальник Закавказской железной дороги Кикнадзе Г. С. и некоторые другие, сугубо штатские деятели. На завершающем этапе войны орденами Кутузова была награждена большая группа руководящих работников наркомата боеприпасов. Нарком Ванников Б. Л. был награждён орденом Кутузова I степени (а также орденом Суворова I степени). Заместитель наркома Горемыкин П. Н. был награждён орденами Кутузова I и II степени. Сотрудники наркомата Гамов К. С., Ивановский Г. И., Мартынов Н. В., Пиголкин П. Н., Синегубов Г. И. и Махнев В. А. были награждены орденами Кутузова II степени. Знаменитый конструктор стрелкового вооружения Симонов С. Г. (противотанковое ружьё ПТРС, СКС) среди множества других орденов был награждён орденом Кутузова II степени. Также и дважды Герой Социалистического Труда знаменитый конструктор Нудельман, А. Э. был награждён орденами Кутузова I и II степени наряду с другими орденами. А вот создатель авиационного крупнокалиберного пулемёта УБ Березин М. Е. получил орден Кутузова I степени (также награждён орденом Суворова II степени).
Кавалерами ордена Кутузова I степени стали более 20 сотрудников НКВД и контрразведки. Для примера можно назвать начальника ГУКР «Смерш» комиссара госбезопасности 2-го ранга Абакумова, начальника управления контрразведки 1-го Белорусского фронта генерал-лейтенанта Вадиса, заместителя Наркома внутренних дел СССР генерал-майора Сафразьяна. Данным орденом I степени так же были награждены некоторые руководители партизанского движения, среди них Меркуль В. К., Прохоров А. А., Тябут Д. В.
Более 100 офицеров иностранных армий были награждены орденом Кутузова разных степеней. Только первой степенью ордена были отмечены около 20 военачальников дружественных армий. Для примера можно назвать генерала армии О. Брэдли (США), адмирала Г. Хьюитта (США), генерала Крирара (Канада), главного маршала авиации Ли-Мэллори (Великобритания), генерал-лейтенанта Дапчевича (Югославия), генерал-майора Стойчева (Болгария), бригадного генерала Бочека (Чехословакия). За помощь Советской Армии в разгроме японских милитаристов летом 1945 года и умелое руководство боевыми операциями монгольской армии, заместитель главнокомандующего монгольской народной армией, начальник политуправления монгольской армии Ю. Цеденбал был удостоен ордена Кутузова I степени (главнокомандующий, маршал Х. Чойбалсан был награждён орденом Суворова I степени).
За выдающуюся военную деятельность, способствовавшую крупному успеху англо-американских войск в Северной Африке и в Италии, и за проявленные при этом храбрость и мужество орденом Кутузова II степени был награждён американский генерал-лейтенант Айра Икер. Этим же указом ордена Кутузова III степени были удостоены ещё двое американцев — полковник Фредерик У. Кэстль и подполковник Вильям О. Дэрби. Орден Кутузова III степени получил английский коммодор Роберт Эвелин Мелхвиш.
Одним из четырёх соединений, прикрепившим орден Кутузова I степени к своему знамени, стала 1-я Гвардейская Пролетарская Московско-Минская, ордена Ленина, Краснознамённая, орденов Суворова и Кутузова I степени мотострелковая дивизия. Это соединение — одно из самых титулованых в Красной Армии. Также этой награды удостоились Кубанско-Барановичская и Кубанско-Слуцкая казачьи кавалерийские дивизии.
Награждение полководческим орденом промышленного предприятия — исключительное явление. Тем не менее, в 1945 году Челябинский тракторный завод им. Ленина, а также Кузнецкий металлургический комбинат (четырежды орденоносный) были награждёны орденом Кутузова I степени за значительный вклад танкостроителей и металлургов в разгром фашистской Германии.
По данным Центрального архива Министерства обороны РФ на конец 2014 года награждённым не вручено 311 орденов. При этом не оказалось ни одного полного кавалера ордена Кутузова, награждённого всеми 3-мя степенями.
Правила ношения ордена, цвет ленты и её размещение на наградной колодке были утверждены Указом Президиума Верховного Совета СССР «Об утверждении образцов и описание лент к орденам и медалям СССР и Правил ношения орденов, медалей, орденских лент и знаков отличия» от 19 июня 1943 года.

## Статутордена
Орденом Кутузова награждаются командиры Красной Армии за хорошо разработанный и проведённый план операции — фронтовой, армейской или отдельного соединения, в результате чего противнику нанесено тяжёлое поражение, а наши войска сохранили свою боеспособность.
Орден Кутузова состоит из трёх степеней: I, II, и III степени. Высшей степенью ордена является I степень.
Награждение орденом Кутузова (за исключением III степени) производилось только Указом Президиума Верховного Совета СССР.
Орденом Кутузова I степени награждаются командующие фронтами и армиями, их заместители, начальники штабов и командующие родами войск фронтом и армий:
- За хорошо разработанную и проведённую фронтовую или армейскую операцию, в результате чего достигнуто поражение врага;
- За хорошо разработанный и проведённый план вынужденного отхода крупных соединений, с организацией массированных контрударов, нанесения врагу тяжёлых потерь и вывода своих войск на новые рубежи с малыми потерями в технике, живой силе и полной боевой готовности;
- За умелую организацию операции крупных соединений по борьбе с превосходящими силами противника, изматывание его войск, истребление живой силы и техники и сохранение своих войск в постоянной готовности к решительному наступлению.

Орденом Кутузова II степени награждаются командиры корпусов, дивизий, бригад, их заместители, и начальники штабов:
- За исключительное упорство в противодействии наступлению превосходящих сил врага, удержание занимаемых позиций, с использованием умело организованной системы огня, местности, контрударов живой силы, танков, авиации, с последующим переходом в решительное и успешное наступление;
- За хорошо организованное управление и создание, в трудной обстановке боя, превосходства сил на решающем участке и достигнутое хорошим взаимодействием жестокое поражение противника;
- За умелое проведение боя в окружении с превосходящими силами противника и организацию прорыва с выводом своих войск из окружения в полной боеготовности;
- За организацию умелых действий своих частей, обеспечивших успешную борьбу с превосходящими танковыми или воздушными силами противника, причинивших ему большой урон и вынудивших его к отступлению.

Орденом Кутузова III степени награждаются командиры полков, их заместители, и начальники штабов полков:
- За инициативу, проявленную в проведении порученного боя и нанесение врагу крупного поражения в результате внезапного и смелого нападения;
- За захват с малыми потерями для своих войск крупного узла сопротивления противника, умелое закрепление завоёванных позиций и решительное отражение контратак противника;
- За организацию умелого преследования отступающего противника и разгром его живой силы и техники, за быструю ликвидацию блокированных групп противника;
- За смелый выход на коммуникации противника и разгром его тыловых гарнизонов и баз;
- За умелую разработку плана боя, обеспечившего чёткое взаимодействие всех родов оружия и успешный его исход.

Орден Кутузова носится на правой стороне груди. Орден Кутузова I степени располагается после ордена Ушакова I степени, орден Кутузова II степени располагается после ордена Ушакова II степени, а орден Кутузова III степени после ордена Суворова III степени.

## Описание ордена
Орден Кутузова I степени изготавливается из золота и представляет собой изображение выпуклой пятиконечной звезды, поверхность которой выполнена в виде расходящихся лучей. Середина звезды представляет собой круг, покрытый белой эмалью с золотым лавро-дубовым венком по окружности, перевитым внизу красной эмалевой лентой. В центре круга золотое рельефное изображение Кутузова на фоне серебряной кремлёвской башни, увенчанной пятиконечной звёздочкой, покрытой рубиново-красной эмалью. Вокруг изображения Кутузова, на белой эмалевой ленте, надпись «МИХАИЛ КУТУЗОВ». Ободки ленты и надпись золотые. Промежутки между концами золотой звезды покрыты пятью пучками серебряных лучей, выходящих из под белой эмалевой ленты. Лучи выполнены из серебра.
Золотого содержания в ордене первой степени — 19,976±0.76 г, серебряного — 18,952±0.734 г. Общий вес ордена — 42,0±1,8 г.
Вторая и третья степень ордена выполнены целиком из серебра. Знак ордена Кутузова II степени изготавливается из серебра, без венка по кругу. Изображение Кутузова, надпись «МИХАИЛ КУТУЗОВ» и нижняя пятиконечная звезда серебряные, оксидированные.
Серебряного содержания в ордене второй степени — 36,161±1.391 г. Общий вес ордена — 37,3±1,7 г.
Знак ордена Кутузова III степени не имеет эмали в центральном круге и на звёздочке, венчающей кремлёвскую башню. Изображение Кутузова, лента, опоясывающая круг, и надпись на ленте оксидированные.
Серебряного содержания в ордене третьей степени — 24,189±1.369 г. Общий вес ордена — 26,2±1,5 г.
Размер ордена I и II степени между концом звезды и противолежащим ему концом пучка лучей — 50 мм. Размер ордена III степени — 44 мм.
На оборотной стороне знак имеет нарезной штифт с гайкой для прикрепления ордена к одежде.
Лента к ордену шёлковая муаровая тёмно-синего цвета, с продольными полосками оранжевого цвета:
- для I степени — с одной полосой посередине ленты, шириной 5 мм;
- для II степени — с двумя полосками по краям ленты, шириной 3 мм каждая;
- для III степени — с тремя полосками — одной посередине и двумя по краям ленты, шириной 2 мм каждая.

Ширина ленты — 24 мм.
С момента учреждения (с июля 1942 года) по июнь 1943 года знак ордена прикреплялся к прямоугольной пластинке, обтянутой красной муаровой лентой, а нарезной штифт с гайкой для прикрепления к одежде находился на обратной стороне этой пластинки.

## Многократные кавалеры ордена Кутузова

### Кавалеры четырёх орденов
3 ордена I степени и 1 орден II степени
- Владимирский, Алексей Викторович — генерал-лейтенант

1 орден I степени и 3 ордена II степени
- Рогачевский, Самуил Миронович — генерал-лейтенант

### Кавалеры трёх орденов
3 ордена I степени
- Коротеев, Константин Аполлонович — генерал-полковник
- Никитин, Алексей Васильевич — генерал-полковник авиации
- Соколовский, Василий Данилович — Маршал Советского Союза
- Штыков, Терентий Фомич — генерал-полковник

2 ордена I степени и 1 орден II степени
- Бажанов, Юрий Павлович — маршал артиллерии
- Грызлов, Анатолий Алексеевич — генерал-полковник
- Ивашечкин, Макар Васильевич — генерал-лейтенант
- Леонов, Алексей Иванович — маршал войск связи
- Лукьянченко, Григорий Сергеевич — генерал-лейтенант
- Никитин, Николай Александрович — генерал-лейтенант
- Павловский, Николай Осипович — генерал-полковник
- Пеньковский, Валентин Антонович — генерал армии
- Полынин, Фёдор Петрович — генерал-полковник авиации
- Хренов, Аркадий Фёдорович — генерал-полковник
- Цирлин, Александр Данилович — генерал-полковник
- Шалин, Михаил Алексеевич — генерал-полковник

1 орден I степени и 2 ордена II степени
- Анисимов, Николай Петрович — генерал-полковник
- Глебов, Иван Семёнович — генерал-полковник
- Зимин, Павел Михайлович — генерал-майор
- Костылев, Владимир Иванович — генерал-полковник
- Мельников, Алексей Николаевич — генерал-майор
- Туркель, Иван Лукич — генерал-полковник

3 ордена II степени
- Корочкин, Александр Алексеевич — генерал-майор

### Кавалеры двух орденов
2 ордена I степени
- Масленников, Фёдор Фёдорович — генерал-майор

1 орден I степени + 1 орден II степени
- Бабийчук, Роман Павлович — генерал-лейтенант (1-я степень — 06.04.1945, 2-я степень — 09.04.1943)
- Куликов, Пётр Николаевич — генерал-майор танковых войск (1-я степень — 19.04.1945, 2-я степень — 09.04.1943)[9]

2 ордена II cтепени
- Карлов Федор Васильевич — генерал-майор, Герой Советского Союза (09.04.1943, 31.08.1945)[10]
- Новиков, Андрей Васильевич — генерал-майор артиллерии, заместитель командующего артиллерией 25-й армии Дальневосточного фронта (09.04.1943, 26.08.1945)[11]
- Олешев, Николай Николаевич — генерал-лейтенант, Герой Советского Союза (30.01.1943, 09.04.1943)[12]

## Иностранные кавалеры ордена
- Поплавский, Станислав Гилярович - советский и польский военачальник, генерал армии СССР, генерал армии Польши, Герой Советского Союза (2-я степень - 09.04.1943).

## Орден в Российской Федерации
Орден был сохранён в системе наград Российской Федерации Постановлением Верховного Совета Российской Федерации от 20 марта 1992 года № 2557-I, однако как награда Российской Федерации не имел статута и официального описания до 2010 года.
Указом Президента Российской Федерации от 7 сентября 2010 года № 1099 «О мерах по совершенствованию государственной наградной системы Российской Федерации» учреждён статут и описание ордена.